# Taken 3
Taken 3 er en engelsksproget, fransk actionthriller fra 2015 instrueret af Olivier Megaton. Blandt de medvirkende er Liam Neeson, Maggie Grace og Famke Janssen. Filmen er en fortsættelse til Taken 2 fra 2012 og er den tredje film i Taken-serien.

## Medvirkende
- Liam Neeson som Bryan Mills [2]
- Forest Whitaker som Franck Dotzler [3]
- Maggie Grace som Kim Mills [4]
- Famke Janssen som Lenore Mills [5]
- Leland Orser som Sam [6]
- Jon Gries som Casey [7]
- Dougray Scott som Stuart St. John [8]
- Sam Spruell som Oleg Malankov
- Jonny Weston som Kims kæreste

## Udgivelse
Fox har sat filmen til udgivelse 9. januar 2015 